# Thrips funebris
Thrips funebris är en insektsart som beskrevs av Bagnall 1924. Thrips funebris ingår i släktet Thrips och familjen smaltripsar. Inga underarter finns listade i Catalogue of Life.